# Secret (album Anny Marii Jopek)
Secret – dziesiąty album w dyskografii Anny Marii Jopek. 
Drugi, po Barefoot, międzynarodowy album wydany na specjalne zlecenie EmArcy (Universal Music Group). Jak podkreśla Andrzej Puczyński, szef Universal Music Polska:

Max Hole, Tony Swain i Wulf Mueller, najważniejsze postaci w Universalu w Anglii posłuchali płyty Ani. Dostaliśmy propozycję, by zaprezentować ją na świecie. To rzadki przywilej. Zazwyczaj trzeba się długo ubiegać o taką szansę, a tymczasem tu idea wyszła od nich.

Pierwotnie album ten w ogóle nie miał ukazać się w Polsce z uwagi na obawy przed krytyką polskiej prasy, tym bardziej, że wokalistka miała już gotową nową, polskojęzyczną płytę Niebo, której premiera w związku z wydaniem Secret przesunęła się na jesień 2005. Jednak ze względu na stałych polskich słuchaczy muzyki Anny Marii Jopek postanowiono, że Secret znajdzie się również na polskim rynku. 
Jak przyznaje Anna Maria Jopek, wydając Secret nie miała zamiaru podbić światowego rynku muzycznego:

To, co robię, jest skierowane do szczególnego, raczej wyrafinowanego słuchacza i nigdy nie będzie aż tak popularne.

## Lista utworów
1. „I Burn For You”
2. „Don’t Speak”
3. „Insatiable”
4. „Cherry Tree”
5. „Secret”
6. „The Wind”
7. „Moondance”
8. „A Thousand Years”
9. „Until You Sleep”
10. „Only Water”
11. „All the Virtues”